# Doris Fiala

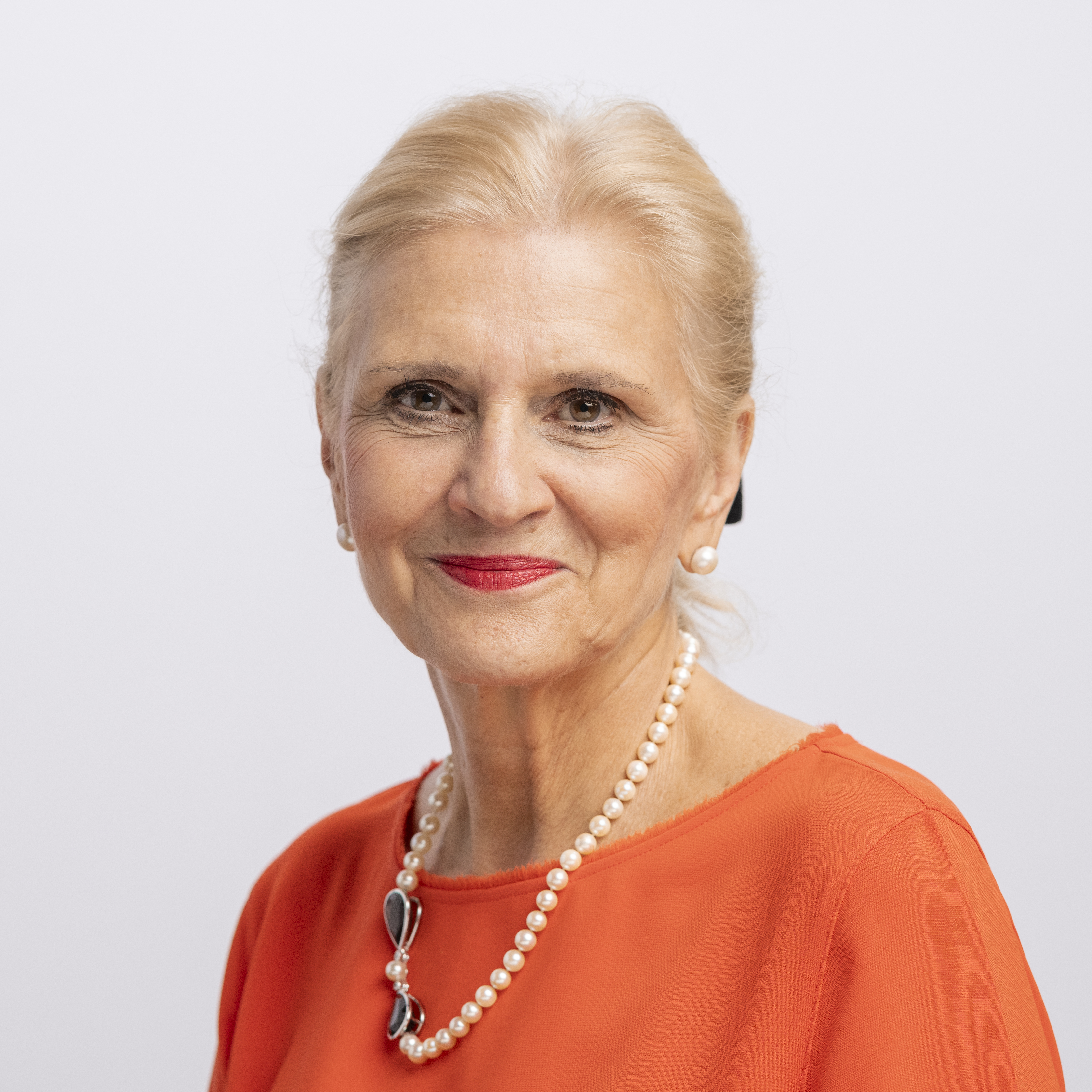
Doris Fiala (2023)

Doris Fiala-Goldiger (* 29. Januar 1957 in Zürich; heimatberechtigt ebenda) ist eine Schweizer Unternehmerin und Politikerin (FDP). Sie war von 2007 bis 2023 Nationalrätin. Von 2017 bis 2020 war sie Präsidentin der FDP-Frauen Schweiz.

## Leben und Karriere
Nach einem Abschluss der Handelsmittelschule bildete sie sich in der Reise- und Ernährungsbranche weiter (Hotelfachschule Lausanne, Institut für Ernährung Zürich), bevor sie am Schweizerischen Ausbildungszentrum für Marketing, Werbung und Kommunikation (SAWI) in Biel die PR-Qualifikationen erwarb. 2000 gründete sie in Zürich ihre Firma, eine Agentur für Öffentlichkeitsarbeit. Von 2008 bis 2016 war sie Präsidentin von Swiss Plastics (ehemals Kunststoff-Verband Schweiz, KVS).
Von 2000 bis 2007 war sie Mitglied des Gemeinderats (Parlament) der Stadt Zürich. Im April 2004 wurde sie Präsidentin der FDP des Kantons Zürich. Sie folgte auf den zurückgetretenen Ruedi Noser, wobei sie sich mit 123 zu 98 Stimmen gegen Filippo Leutenegger durchsetzte. Zuvor präsidierte sie die FDP der Stadt Zürich.
Fiala wurde bei den Wahlen vom 21. Oktober 2007 als Nationalrätin in die Bundesversammlung gewählt; bei den Wahlen vom 23. Oktober 2011 sowie den Wahlen vom 18. Oktober 2015 wiedergewählt. 2023 ist sie freiwillig aus dem nationalen Parlament zurückgetreten. Als Nationalrätin war sie 2018 Präsidentin der Geschäftsprüfungskommission (GPK) sowie der Arbeitsgruppe Risikoreporting Bundesrat der Geschäftsprüfungskommissionen. Von 2008 bis 2019 war sie Mitglied der Schweizer Delegation am Europarat und dessen parlamentarischen Versammlung in Strassburg, unter anderem ist sie dort Präsidentin der Kommission für Migration, Flüchtlingswesen und Vertriebene. Zuvor gehörte sie im Nationalrat der aussenpolitischen Kommission und der Kommission für Wissenschaft, Bildung und Kultur an.

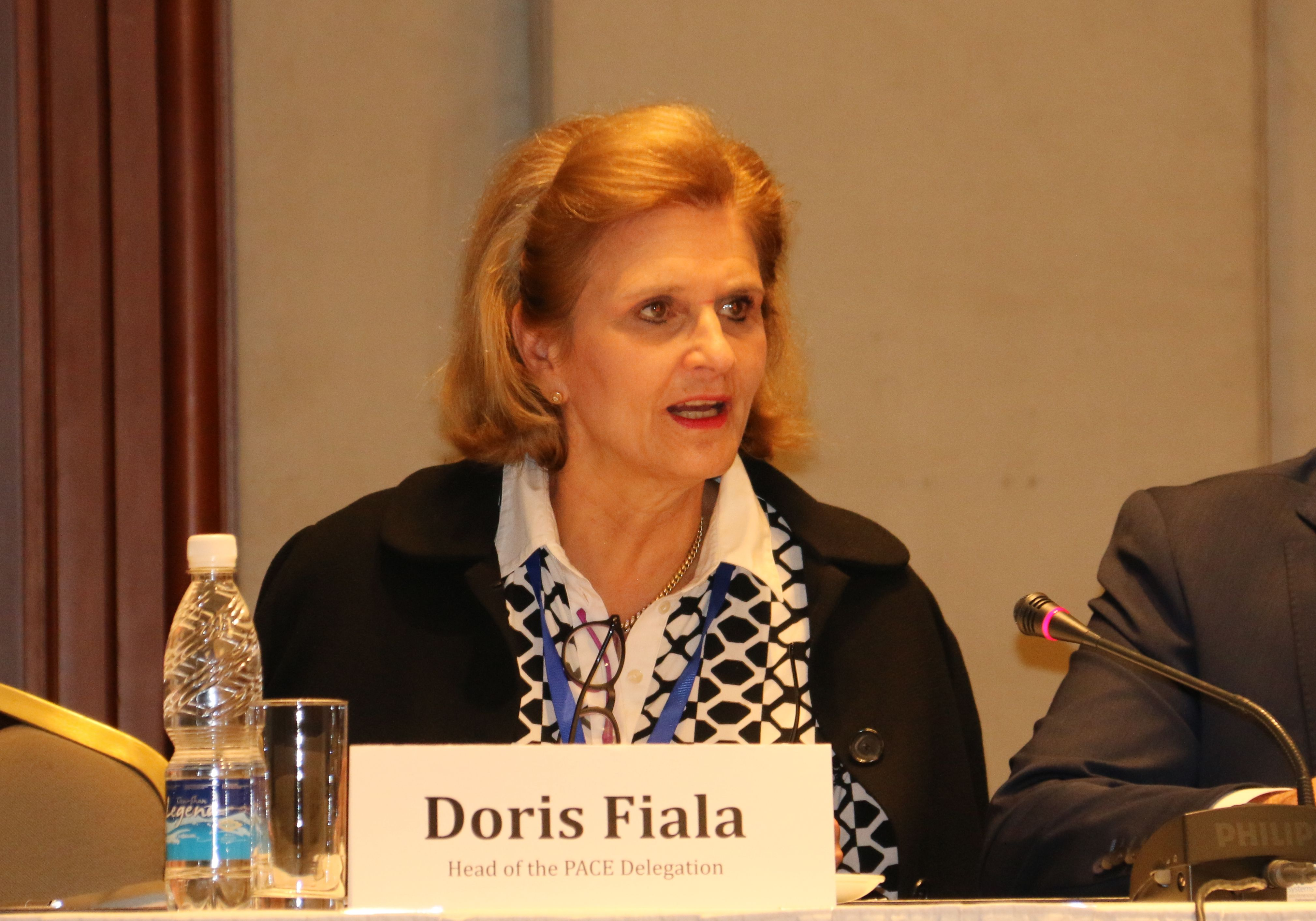
Doris Fiala 2017 als Leiterin der PACE-Delegation in Kirgistan

Im April 2008 gab sie das Präsidialamt der kantonalen FDP an Beat Walti ab. Dies als Eingeständnis ihrer persönlichen Niederlage, als die FDP Zürich Ueli Maurer von der SVP erfolglos bei der Ständeratswahl von 2007 unterstützte. Während ihrer Präsidentschaft wurden mehrere kantonale Volksinitiativen lanciert, unter anderem «Easy Swiss Tax» zur radikalen Neugestaltung des Steuersystems, die von der FDP Schweiz als Kernforderung übernommen wurde.
Im Januar 2012 wurde Fiala zur Präsidentin der Aids-Hilfe Schweiz gewählt. Im März 2012 wurde bekannt, dass sie bei einem 20-Prozent-Pensum eine Entschädigung von 50'000 Franken pro Jahr bezieht. Die Höhe des Betrags stiess auf Kritik, unter anderem von der Stiftung Zewo, die das Gütesiegel für Spendenorganisationen vergibt. Der Vorstand der Aids-Hilfe Schweiz stellte sich allerdings hinter Fiala. Damit die Weiterführung des Zewo-Gütesiegels für die Aids-Hilfe Schweiz nicht weiter gefährdet wurde, reduzierte Fiala ihre Entschädigung auf 30'000 Franken. Sie hatte das Amt bis 2014 inne.
Ende April 2013 wurden Plagiatsvorwürfe im Bezug auf Fialas Abschlussarbeit für einen Master of Advanced Studies (MAS) der ETH Zürich laut. Sie habe zahlreiche Sätze aus Wikipedia und anderen Quellen übernommen, ohne korrekt zu zitieren. Fiala räumte ein, dass sie mit gewissen Quellenangaben «schludrig umgegangen» sei, sie sei aber keine Betrügerin. Die ETH Zürich beauftragte einen Experten, ein Gutachten zu erstellen. Ebenso erschien im Mai 2013 auf VroniPlag Wiki eine kritische Auseinandersetzung mit der Arbeit. Im Juli 2013 entzog die ETH Zürich Fiala den MAS-Titel, da sie Textstellen wörtlich ohne korrekte Angaben in den Fussnoten übernommen habe. Sie habe bei der Arbeit fahrlässig gehandelt und die Regeln des wissenschaftlichen Arbeitens klar verletzt. Ihr wurde jedoch keine Betrugsabsicht unterstellt, sie dürfe eine neue Arbeit zu einem anderen Thema verfassen.
Von 2017 bis 2020 war sie Präsidentin der FDP-Frauen Schweiz, ihre Nachfolgerin wurde Susanne Vincenz-Stauffacher. 2025 übernahm Fiala als Nachfolgerin von Roger Crotti das Präsidium des Verwaltungsrats des Zurich Film Festivals (ZFF).
Fiala war bis zu seinem Tod im Jahr 2019 mit dem Chemieingenieur Jan Fiala verheiratet. Mit ihm hat sie drei erwachsene Kinder. Sie wohnt in Samedan und in Zürich.

## Publikationen
- Die schweizerische Migrationspolitik im Kontext der nationalen Sicherheit und globaler Zusammenhänge (Memento vom 1. März 2011 im Internet Archive) (PDF; 3,4 MB). Thesis zur Erlangung des Grades eines Master of Advanced Studies (MAS), ETH Zürich, 2010 (Grad 2013 aberkannt wegen Plagiat).